# Halopteris diaphragmatica
Halopteris diaphragmatica is een hydroïdpoliep uit de familie Halopterididae. De poliep komt uit het geslacht Halopteris. Halopteris diaphragmatica werd in 1911 voor het eerst wetenschappelijk beschreven door Billard. 